# He Ying
He Ying (chiń. 何影; pinyin Hé Yǐng; ur. 17 kwietnia 1977 w Jilin) – chińska łuczniczka, dwukrotna medalistka olimpijska, dwukrotna medalistka mistrzostw świata. Startuje w konkurencji łuków klasycznych.
Największym jej osiągnięciem są dwa olimpijskie medale: srebrny indywidualnie, zdobyty podczas igrzysk olimpijskich w Atlancie oraz również srebrny medal drużynowo osiem lat później. Sukcesy odnosiła również w mistrzostwach świata, zdobywając w drużynie złoto w 2001 roku i srebro dwa lata wcześniej.